# نورمن دیلی
نورمن دیلی (به انگلیسی: Norman Deeley) بازیکن فوتبال زادهٔ ۳۰ نوامبر ۱۹۳۳ اهل کشور انگلستان که سابقهٔ بازی در تیم ملی فوتبال انگلستان را در کارنامهٔ خود دارد. وی در تاریخ ۱۳ مه ۱۹۵۹ نخستین بازی ملی خود را در مقابل تیم ملی فوتبال برزیل انجام داد و با حضور در ۲ بازی ملی، در تاریخ ۱۷ مه ۱۹۵۹ واپسین بازی ملی‌اش را در برابر تیم ملی فوتبال پرو برگزار کرد.